# ФК Санта Лучия
ФК Санта Лучия (на малтийски Santa Lučija Football Club) е малтийски футболен клуб, базиран в село Санта Лучия. Основан през 1974 година. Отборът дебютира в Малтийската Премиер лига .